# Johann Heinrich Dierbach
Johann Heinrich Dierbach (* 23. März 1788 in Heidelberg; † 11. Mai 1845 ebenda) war ein deutscher Botaniker, Mediziner und Pharmazeut. Sein offizielles botanisches Autorenkürzel lautet „Dierb.“ 

## Leben und Wirken
Dierbachs Vater war Universitätsbuchbinder in Heidelberg. Dierbach besuchte das Gymnasium in Heidelberg und befasste sich früh mit Botanik und Pharmazie (angeleitet durch Wilhelm Mai). Er studierte in Heidelberg Medizin und wurde 1816 promoviert. 1815 erhielt er eine Goldmedaille der Universität Heidelberg für eine Beantwortung einer Preisfrage aus der forensischen Medizin. Er unterrichtete schon als Medizinstudent Botanik und verfasste Erläuterungen zu Aulus Cornelius Celsus. 1817 wurde er Privatdozent und 1820 außerordentlicher Professor für Medizin in Heidelberg, wobei er vor allem Pharmazie und Botanik lehrte. Trotz seiner Bemühungen wurde er nicht ordentlicher Professor für Botanik, mit der offiziellen Begründung, dass die Philosophische und nicht die Medizinische Fakultät zuständig sei.

## Ehrungen
Kurt Sprengel benannte ihm zu Ehren die südamerikanische Gattung  Dierbachia aus der Familie der Nachtschattengewächse mit der Art Dierbachia solanacea (heute eingeordnet bei Dunalia).

## Schriften (Auswahl)
- Tractatus botanico-medicus de Aconito. 1817
- Grundriß der Receptirkunst zum Gebrauche bey seinen Vorlesungen entworfen. Mohr und Winter, Heidelberg, 1818.
- Handbuch der medicinisch-pharmaceutischen Botanik, oder systematische Beschreibung sämtlicher officinellen Gewächse, zum Gebrauche für Aerzte, Apotheker, Droguisten u.s.w. und als Leitfaden bei akadem. Vorlesungen. Neue Akademische Buchhandlung von Karl Groos, Heidelberg 1819
- Flora Heidelbergensis. Planta sistens in praefectura Heidelbergensi et in regione adfini sponte nascentes secundum systema Linnaeanum digestas. 2 Bände. Neue Akademische Buchhandlung von Karl Groos, Heidelberg 1819–1820. (Ein dritter Band, die Cryptogamen enthaltend, war geplant).
- Anleitung zum Studium der Botanik. Für Vorlesungen und zum Selbstunterricht. Neue Akademische Buchhandlung von Karl Groos, Heidelberg 1820.
- als Hrsg. und Übersetzer: Christian Hendrik Persoon: Abhandlung über die essbaren Schwämme. Mit Angabe der schädlichen Arten und einer Einleitung in die Geschichte der Schwämme. Aus dem Französischen übersetzt und mit einigen Anmerkungen begleitet. Neue Akademische Buchhandlung von Karl Groos, Heidelberg 1821.
- Die Arzneimittel des Hippokrates, oder Versuch einer systematischen Aufzählung der in allen hippokratischen Schriften vorkommenden Medikamenten. Neue Akademische Buchhandlung von Karl Groos, Heidelberg 1824.
- Beiträge zu Deutschlands Flora, gesammelt aus den Werken der ältesten teutschen Pflanzenforscher. 4 Bände, 1825–1838
- Die neuesten Entdeckungen in der Materia medica. 1828; 2. Auflage 1837
- Abhandlung über die Arzneikräfte der Pflanzen, verglichen mit ihrer Struktur und ihren chemischen Bestandteilen. 1831
- Repertorium botanicum. 1831
- Flora Apiciana, ein Beitrag zur näheren Kenntnis der Nahrungsmittel der alten Römer. 1831
- Flora mythologica, oder Pflanzenkunde in Bezug auf Mythologie und Symbolik der Griechen und Römer. 1833
- Pharmakologische Notizen für praktische Ärzte geordnet. 1834.